# Nomada nigrescens
Nomada nigrescens är en biart som beskrevs av Heinrich Friese 1921. Nomada nigrescens ingår i släktet gökbin, och familjen långtungebin. Inga underarter finns listade i Catalogue of Life.